# Brigitte Kolerus
Brigitte Käthe Kolerus (født 13. maj 1941 i Wien, Østrig, død 19. juni 2001) var en dansk skuespillerinde. Hun var datter af den østrigske journalist Franz Kolerus og den danske lektor Gertrud Kail. 
Brigitte flyttede til Danmark i 1953. Her tog hun studentereksamen ved Esbjerg Statsskole i 1959 og blev efterfølgende uddannet som tresproglig korrespondent ved Handelshøjskolen i København i 1961. I 1966 blev hun uddannet fra skuespillerskolen ved Odense Teater . 
Kolerus blev gift første gang den 30. maj 1969 med skuespiller Michael Lindvad med hvem hun fik sønnen Augustin Lindvad i 1972. Parret blev skilt i 1987. Den 25. maj 1991 blev hun gift med sekretariatschef Svend Aage Christensen. Ægteskabet varede til hendes død. 
Hun var et meget alsidigt talent og virkede også som instruktør, forfatter, teaterleder og billedkunstner.
Hun var i starten af sin skuespillerkarriere tilknyttet forskellige teatre, bl.a. Allé Scenen, Det Danske Teater, Aarhus Teater, Aalborg Teater og Gladsaxe Teater.
Fra 1978-1994 var hun direktør for Teatret ved Sorte Hest. 
Som instruktør vil hun være bl.a. være kendt for opsætningerne af Frokost i det Grønne, og Melodien, der blev væk.
På tv har hun bl.a. medvirket i Et godt liv (1970), Det begyndte med Mathilde (1976), Ministerens mord (1977), Ludvigsbakke (1977), Strandvaskeren (1978) og Renters rente (1996). Til tv har hun instrueret serien Kald mig Liva (1992) samt adskillige afsnit af serien Hjem til fem (1997/98).
Hun medvirkede kun i ganske få spillefilm: Ekko af et skud (1970), Familien Gyldenkål (1975), Pas på ryggen, professor (1977) og Vinterbørn (1978).
Som billedkunstner udstillede hun på Kunstnernes Efterårsudstilling og Charlottenborg Forårsudstilling. I 1993 modtog hun Tagea Brandts Rejselegat.
Brigitte Kolerus er begravet på Frederiksberg Ældre Kirkegård.

## Hædersbevisninger
- 1993: Tagea Brandts Rejselegat